# 纳塔利娅·米赫涅维奇
纳塔利娅·米赫涅维奇（1982年5月25日—），生于苏联涅温诺梅斯克，是一名白俄罗斯女子田径运动员，主攻铅球项目。曾参加2004年、2008年和2012年三届奥运。